# L'allenatrice
L'allenatrice (Sunset Park) è un film del 1996, diretto da Steve Gomer.

## Trama
Phyllis Saroka è un'insegnante di New York. Il suo sogno è aprire un ristorante e, per racimolare un po' di denaro extra, decide di accettare un lavoro come allenatrice della squadra di basket della Sunset Park High School, pur non avendo nessuna conoscenza di pallacanestro. Dopo un inizio difficile, in cui la sfiducia dei ragazzi nei confronti dell'allenatrice è evidente, la squadra inizia lentamente a risalire la china e l'allenatrice a capire qualcosa di più di basket.
Ma non è solamente il gioco il problema della squadra. Shorty è in libertà condizionata, come anche Spaceman, che ha anche problemi di droga e di conseguenza con gli insegnanti. Busy-bee viene colpito da una pallottola durante una sparatoria ed è costretto a non giocare diverse partite. In più la scoperta che il coach Saroka intende restare con loro solamente per un anno, per poi aprire un ristorante, turba ulteriormente i già delicati equilibri interni alla squadra. Il team riuscirà a raggiungere un grande obiettivo, nonostante tutto ciò, la finale di campionato. I ragazzi dovranno accontentarsi di un secondo posto, dopo una stagione in straordinaria ascesa, ma l'allenatrice resterà anche per l'anno successivo.

## Colonna sonora
La colonna sonora del film è una selezione di pezzi hip hop e R&B dei più quotati artisti dell'epoca. Tra i vari nomi spuntano quelli di 2Pac, Aaliyah, Mobb Deep, Ghostface Killah (dei Wu-Tang Clan), Onyx e molti altri. 
Per Ghostface si tratta di una delle prime apparizioni come solista, senza i compagni del Wu-Tang.